# José María Urbina

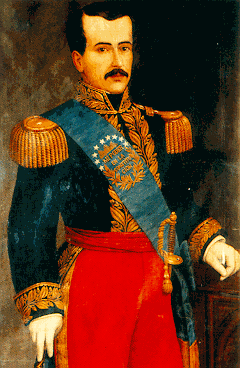
Präsident José María Urbina

José María Mariano Segundo de Urvina y Viteri (* 19. März 1808 in Quillán de Píllaro, Vizekönigreich Neugranada; † 4. September 1891 in Guayaquil, Ecuador) war von 1852 bis 1856 der sechste Präsident Ecuadors.
Er wurde in Quillán de Píllaro unweit des Tungurahua geboren. Eine seiner Ausbildungen fand in der Marineschule in Guayaquil statt. In Guayaquil wurde er später Gouverneur und starb auch dort. Bemerkenswerten Mut bewies er in einem Seegefecht im Jahr 1828 zwischen einer peruanischen Korvette und zwei Schiffen aus Großkolumbien. Bevor er Präsident des Landes wurde, war er Kongressmann für die Provinz Guayas. Eine seiner ersten Tätigkeiten als Präsident war die Abschaffung der Sklaverei und die Vertreibung der Jesuiten 1852 aus dem Land.